# Algirdas Paulauskas
Algirdas Paulauskas (Ylakiai, 8 aprile 1959) è un allenatore di pallacanestro lituano fino al 1990 sovietico.

## Carriera
Ha guidato la Lituania ai Campionati mondiali del 2006 e a sei edizioni dei Campionati europei (2005, 2007, 2009, 2011, 2013, 2015).